# NGC 7526
NGC 7526 consiste en trois étoiles situées dans la constellation du Verseau,. L'astronome germano-britannique William Herschel a enregistré la position de celles-ci le 28 novembre 1785.